# بيب ليندرز
بيبين "بيب" ليندرز (من مواليد 24 يناير 1983) هو مدرب كرة قدم هولندي يعمل كمدرب مساعد لنادي مانشستر سيتي بالدوري الإنجليزي الممتاز.
عمل ليندرز بشكل رئيسي كمدرب مساعد، وكان أبرزها فترتين كمساعد ليورغن كلوب في ليفربول . كما عمل أيضًا مدربًا لكل من ناديي إن إي سي وريد بول سالزبورغ . في يونيو 2025، انضم إلى مانشستر سيتي كمدرب مساعد جديد لبيب جوارديولا.

## المسيرة التدريبية

### بداية مسيرته المهنية
بدأ ليندرز مسيرته التدريبية عام ٢٠٠٢ مع نادي بي إس في آيندهوفن ، حيث ساهم في تدريب الشباب وتطوير اللاعبين. في عام ٢٠٠٦، انتقل إلى بورتو وساهم في تطوير أكاديمية الشباب، تحت إشراف فيتور فرادي ولويس كاسترو . خلال فترة وجوده في النادي، عمل تحت إشراف جيسوالدو فيريرا ، وأندريه فيلاس بواس ، وفيتور بيريرا ، وباولو فونسيكا.

### ليفربول
في عام 2014، انتقل ليندرز إلى ليفربول كمدرب تطوير تحت قيادة بريندان رودجرز ، واستمر لاحقًا مع يورجن كلوب كمدرب مساعد، بالإضافة إلى كونه مدربًا للفريق الأول مع كلوب. 

### نيميخين
في 2 يناير 2018، قبل ليندرز وظيفة إدارية في NEC في الدوري الهولندي الممتاز ، ووقع عقدًا لمدة عام ونصف.   في 17 مايو 2018، تم فصل ليندرز بعد فشل NEC في الحصول على ترقية إلى الدوري الهولندي الممتاز في تصفيات الترقية . 

### العودة إلى ليفربول
عاد ليندرز إلى طاقم تدريب ليفربول في 5 يونيو 2018.  وكان جزءًا من طاقم التدريب الذي ساعد ليفربول على الفوز بدوري أبطال أوروبا السادس في 1 يونيو 2019 ، وكأس العالم للأندية FIFA لأول مرة في 21 ديسمبر 2019 ، ولقب الدوري الإنجليزي الممتاز في نهاية موسم 2019-20 .
في عام 2022، نشر ليندرز كتابه الأول، "الشدة: هويتنا" ، وهو سرد داخلي لموسم ليفربول 2021-2022 .  وفي وقت لاحق من ذلك العام، دافع ليندرز عن نفسه ضد الاقتراحات التي تفيد بأن كتابه "كشف" أسرار ليفربول.  
في 26 يناير 2024، أُعلن أنه، إلى جانب يورجن كلوب ، سيغادر ليندرز ليفربول في نهاية الموسم.  وكان من المتوقع أن يواصل ليندرز مسيرته الإدارية الخاصة بعد رحيله عن ليفربول. 

### ريد بول سالزبورغ
في 15 مايو 2024، وقع ليندرز عقدًا كمدير فني جديد لفريق ريد بول سالزبورغ .  في وقت مبكر من موسم 2024-25، واجه ليندرز انتقادات بعد أن أبقى حارس مرمى المنتخب النمساوي ألكسندر شلاغر على مقاعد البدلاء، وأشرك يانيس بلازويتش على سبيل الإعارة من لايبزيغ. استقبل بلازويتش 12 هدفًا في أول ثلاث مباريات لسالزبورغ في دوري أبطال أوروبا.  في 16 ديسمبر 2024، أُعلن أن سالزبورغ انفصل عن ليندرز بعد 29 مباراة تولى فيها مسؤولية النادي، حيث كان سالزبورغ يطارد عجزًا قدره 10 نقاط في الدوري النمساوي الممتاز. 

### مانشستر سيتي
في 10 يونيو 2025، تم الإعلان عن ليندرز كمدرب مساعد جديد لبيب جوارديولا في مانشستر سيتي .  